# Diecezja Divinópolis

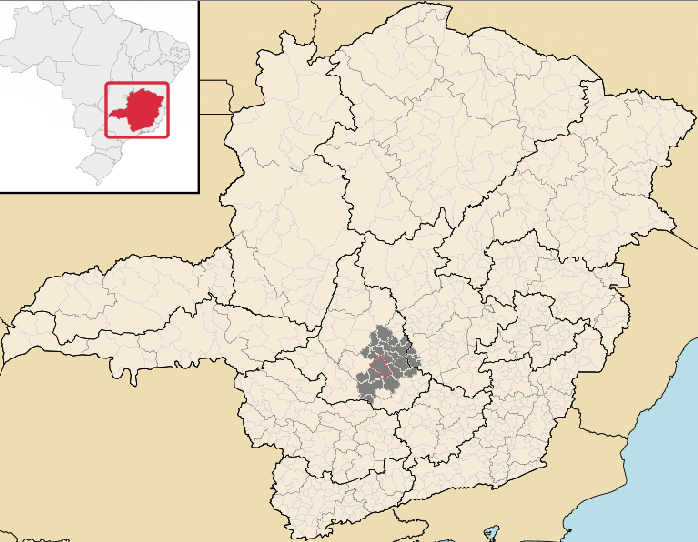
Diecezja Divinópolis.

Regional CNBB Leste 2.

Diecezja Divinópolis (łac. Dioecesis Divinopolitanus) – diecezja Kościoła rzymskokatolickiego w Brazylii. Należy do metropolii Belo Horizonte, wchodzi w skład regionu kościelnego Leste II. Została erygowana przez papieża Pius XII bullą Qui a Christo w dniu 11 lipca 1958.